# Cantonul Gradignan
Cantonul Gradignan este un canton din arondismentul Bordeaux, departamentul Gironde, regiunea Aquitania, Franța.

## Istoric
Cantonul a fost creat în 1982 și desființat pe 22 martie 2015.

## Geografie
Acest canton a fost organizat în jurul orașului Gradignan din districtul Bordeaux. Altitudinea sa variază de la 10 m (Gradignan) la 67 m (Cestas), cu o altitudine medie de 36 m.

## Comune
- Canéjan
- Cestas
- Gradignan (reședință)